# Kriveni

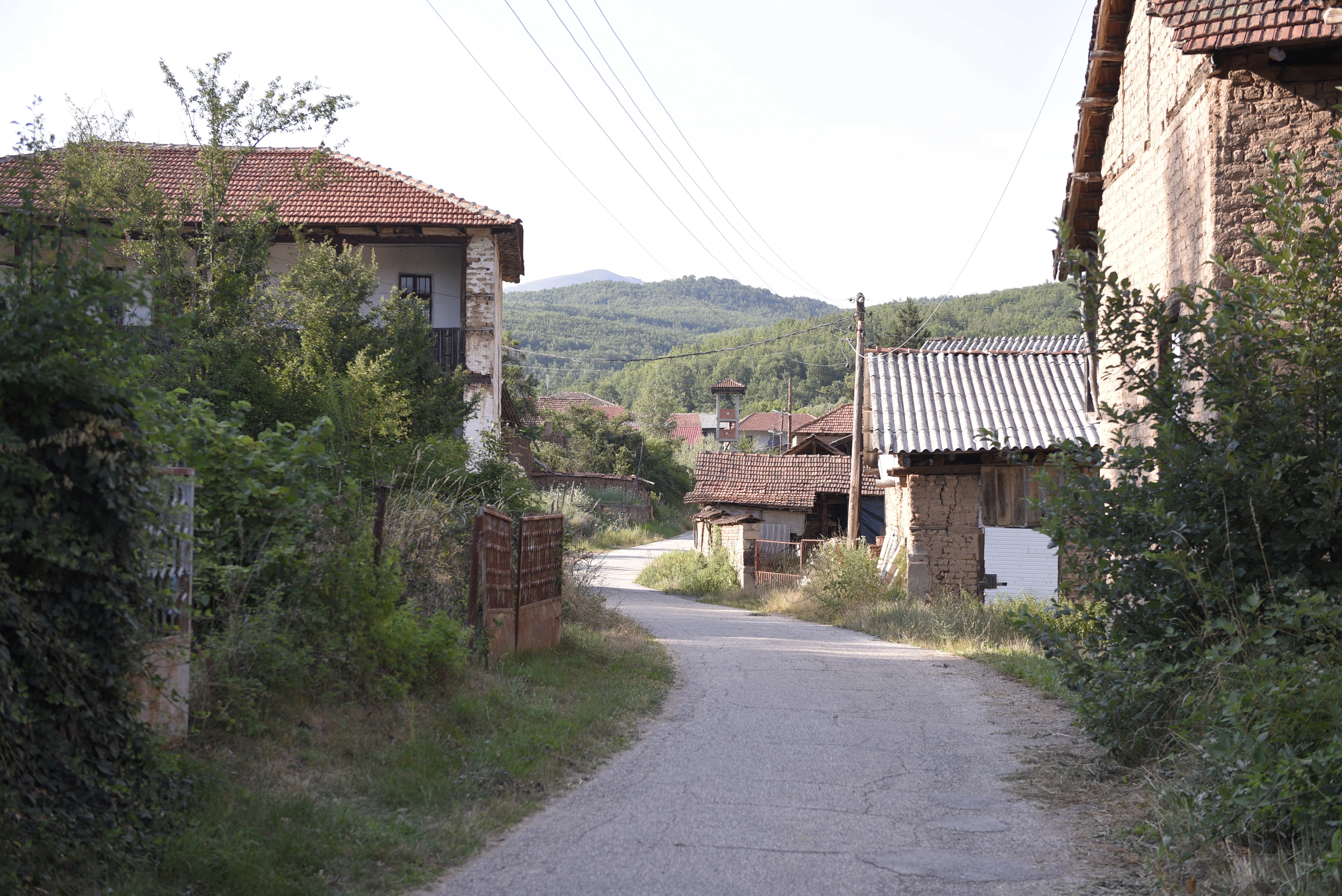
Kriveni

Kriveni (em macedônio/macedónio:  Кривени) é uma vila que se situa no norte do Município de Resen, na Macedônia do Norte. Localiza-se a cerca de 5,5 quilômetros (3,4 mi) a norte da sede municipal que é Resen.

## História
A leste da vila, hoje se encontra um sítio arqueológico da Antiguidade tardia, conhecido como Češino. Um outro local dentro do território remonta à Era romana.

## Demografia
A vila tem 27 habitantes de acordo com o censo de 2002, tendo sofrido um declínio de população acentuado ao decorrer das décadas.
| Grupo étnico       | 1961   | 1961 | 1971   | 1971 | 1981   | 1981 | 1991   | 1991 | 1994   | 1994 | 2002   | 2002 |
| Grupo étnico       | Número | %    | Número | %    | Número | %    | Número | %    | Número | %    | Número | %    |
| ------------------ | ------ | ---- | ------ | ---- | ------ | ---- | ------ | ---- | ------ | ---- | ------ | ---- |
| Eslavos-macedônios | 440    | 99.3 | 302    | 100  | 139    | 95.9 | 72     | 98.6 | 49     | 100  | 27     | 100  |
| outros             | 3      | 0.7  | 0      | 0.0  | 6      | 4.1  | 1      | 1.4  | 0      | 0.0  | 0      | 0.0  |
| Total              | 443    | 443  | 302    | 302  | 145    | 145  | 73     | 73   | 49     | 49   | 27     | 27   |

### Religião
Kriveni possui apenas uma igreja, esta dedicada a São Jorge.

## Pessoas de Kriveni
- Pande Božinovski, soldado da Guerra Civil Espanhola[6]
- Gero Resenski (? - 1905), membro da Organização Revolucionária Interna da Macedônia[7]
- Krste Stojanov (1880 - 1905), membro da Organização Revolucionária Interna da Macedônia[8]